# 第三中間時期
第三中間時期，即古埃及自法老拉美西斯十一世於公元前1070年代死後，至普薩美提克一世於前664年驅逐第二十五王朝的努比亞統治者、創立第二十六王朝之前的一段時期。
这个时期回到國家分裂、中央政府弱化的情況，上埃及和下埃及常由不同的王朝控制，如底比斯的神职人员和北部的利比亚统治者。此外，努比亚和亚述等外来势力逐步影响埃及事务。尽管政治动荡，艺术和文化依然延续，但宗教信仰和丧葬实践出现显著变化。这一时期为后来的晚期王朝时期铺垫了历史背景。

## 政局動蕩
這段時期的特色是王權崩解分離。即使拉美西斯十一世在位時，第二十王朝正逐漸失去對底比斯的控制，當地祭司的權力則逐漸坐大。拉美西斯十一世死後，繼承人斯門代斯一世從塔尼斯統治埃及，而底比斯的阿蒙大祭司則在第二十一王朝時統治埃及南部。事實上，這種分裂的意義大於其表面情況所示，因為兩方的祭司與法老都是來自同一個家族的。
舍順克一世於前945年（一說前943年）把埃及重新統一，建立第二十二王朝，舍順克一世的祖先是來自美什維什（Meshwesh，原本來自古利比亞）的移民。埃及因此享有超過一個世紀的穩定，但特別在奧索爾孔二世（Osorkon II）統治時期過後，國家實際上分裂成兩部分，第二十二王朝的舍順克三世（Sheshonk III）在前818年控制了下埃及，而塔克洛特二世（Takelot II）及其子奧索爾孔（即後來的奧索爾孔三世（Osorkon III））則統治中部和上埃及。在底比斯，兩方勢力爆發內戰，分別是宣稱自己是法老的皮杜巴斯特一世（Pedubast I）與塔克洛斯二世/奧索爾孔B的現有宗族。兩股勢力持續互鬥，衝突要直到奧索爾孔B在舍順克三世在位第39年完全擊倒對手後方告平息。奧索爾孔著手建立上埃及利比亞王朝，該王朝的統治者按時序為奧索爾孔三世、塔克洛特三世（Takelot III）、魯德阿蒙（Radamun），但這王朝很快就隨魯德阿蒙之死以及當地城邦由各城統治者（如赫拉克利奧坡里斯的帕夫喬阿維巴斯太特（Peftjaubast）、赫爾摩坡里斯的尼姆羅特（Nimlot）以及底比斯的伊尼）起義而崩離瓦解。
南方的努比亞乘此分裂及政治亂局而佔盡優勢。皮耶於在位第二十年時發軍埃及，上任努比亞統治者卡施塔（Kashta）在強迫塔克洛特三世之妹、祭師「阿蒙神的崇拜者」舍頻維帕特（Shepenupet I）收養他的女兒阿曼尼爾迪斯一世（Amenirdis I）為其繼承者的時候，已將努比亞王朝的影響力擴延至底比斯。二十年後，繼任的法老皮耶約在前732年揮軍北上，擊敗了數股當地埃及統治者的聯合軍隊，這些統治者包括帕夫喬阿維巴斯太特（Peftjaubast）、塔尼斯的奧索爾孔四世（Osorkon IV）、萊翁特坡里斯（Leontopolis）的伊烏普特二世（Iuput II）及塞易斯的特弗納赫特（Tefnakht）。皮耶創立第二十五王朝，並委任被打敗的統治者為各省總督。皮耶死後由其弟沙巴卡繼位，之後再分別由皮耶的兩個兒子沙巴塔卡及塔哈爾卡繼位。第二十五王朝時重新統一的埃及版圖重回新王國時期般大。
一些法老，如塔哈爾卡沿尼羅河河谷（包括孟斐斯、卡納克、卡瓦（Kawa）、 博爾戈爾山等地）興建或重修神廟及紀念碑。第二十五王朝以其統治者撤回至他們的精神故鄉那帕達（Napata）為終結。那裏（埃爾-庫魯（El-Kurru）及努里（Nuri））的努比亞金字塔是首批在尼羅河河谷的金字塔，興建時期達數個世紀，埋葬了第二十五王朝的所有法老。那帕達王朝之後是庫施王朝，後者於那帕達及麥羅埃（Meroë）發展蓬勃，起碼直至公元2世紀為止。
埃及的國際威望在此時已大幅下跌。盟友已經牢牢地納入了亞述的勢力範圍之內，約自前700年起，問題已經變成「何時」（而不是假如）兩方會爆發戰爭。撇除埃及的版圖及財力不論，亞述有較多木材供應，而埃及在這方面則長期匱乏，導致亞述能夠生產較多所需木炭作煉鐵之用，從而令亞述獲得更多鐵兵器。亞述於前670年入侵埃及，這成了兩國的關鍵分野。結果，塔哈爾卡及繼承人，其侄坦沃塔瑪尼不時與亞述發生衝突。公元前664年，亞述施予最後一擊，洗劫了底比斯及孟斐斯。取而代之，埃及自前664年，即坦沃塔瑪尼死前的整整八年，進入第二十六王朝，亞述扶植的附庸法老於在位時期帶領埃及政治獨立。普薩美提克一世是第一個被視為統一整個埃及的皇帝，他定都塞易斯，在位五十四年間為國家帶來穩定。其後四位的塞易斯統治者，自前610年至前525年間繼續為埃及帶來和平繁榮的局面。可惜在近東地區，波斯這股新勢力正在壯大。普薩美提克三世繼承父親阿摩西斯二世僅六個月，就必須在培琉喜阿姆（Pelusium）面對波斯帝國的大軍。波斯人已經取得巴比倫，而埃及根本就不是對手。普薩美提克三世被打敗，然後匆匆逃至孟斐斯，但終難逃被俘虜入獄的命運，之後他在波斯首都蘇薩被處死，波斯國王岡比西斯二世繼承了法老的正式稱銜。

## 史料編纂

古埃及第三中間時期，各方勢力盤踞埃及各部。此圖顯示了公元前8世紀中葉時各勢力的疆界

史家對於這段時期評價之所以各有分歧，原因眾多。首先，對於把埃及悠長而複雜的歷史編年定名，效用如何莫衷一是。第三中間時期既有長期穩定，亦有長期動蕩的局面：其名稱本身頗為模糊了這一事實。其次，在上溯時代的若干範圍時亦出現重大問題：首先，在常用的所有古埃及歷史年表中為此階段確定年代相當困難，在結合同樣充滿爭議的年份鑑定的聖經考古學時，問題就變得複雜。最後，一些埃及學家和聖經學者（例如肯尼斯·基勤（Kenneth Kitchen）或大衛·羅哈（David Rohl））對組成此段時期王朝的家族關係提出嶄新或具爭議的理論。

## 資料來源
1. ↑  徐詩薇. . 臺大歷史學報202306 (71期). 2023, (71): 143-195  [2024-10-27] –臺大歷史學報　　.
2. ↑  Bonnet, Charles. . New York: The American University in Cairo Press. 2006: 142–154. ISBN 978-977-416-010-3.
3. ↑  Diop, Cheikh Anta. . Chicago, Illinois: Lawrence Hill Books. 1974: 219–221. ISBN 1-55652-072-7.
4. 1 2  Emberling, Geoff. . New York, NY: Institute for the Study of the Ancient World. 2011: 10. ISBN 978-0-615-48102-9.
5. ↑  Mokhtar, G. . California, USA: University of California Press. 1990: 161–163. ISBN 0-520-06697-9.
6. ↑  Emberling, Geoff. . New York: Institute for the Study of the Ancient World. 2011: 9–11. ISBN 978-0-615-48102-9.
7. ↑  Silverman, David. . New York: Oxford University Press. 1997: 36–37. ISBN 0-19-521270-3.
8. ↑  Shillington, Kevin. . Oxford: Macmillan Education. 2005: 40. ISBN 0-333-59957-8.